# Ceradenia intricata
Ceradenia intricata là một loài dương xỉ trong họ Polypodiaceae. Loài này được C.V. Morton L.E. Bishop ex A.R. Sm. mô tả khoa học đầu tiên năm 1993.